# ㅏ
ㅏ là một nguyên âm của tiếng Triều Tiên. Unicode của ㅏ là U+314F. Khi chuyển tự Hangeul sang Romaja nó tương ứng với chữ "A". Ký tự này đại diện cho một nguyên âm, có cách phát âm IPA là [ɐ].